# Ctirad Mašín

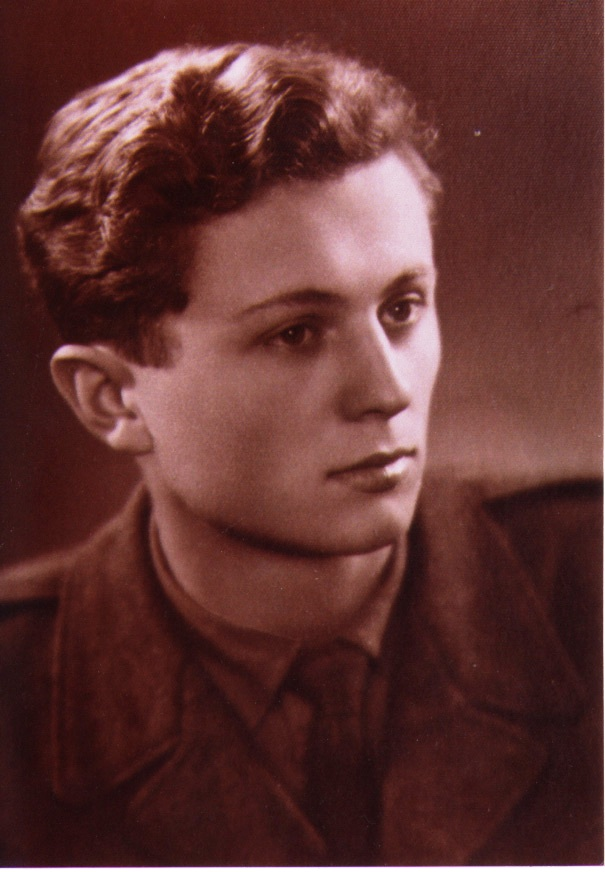
Ctirad Mašín

Ctirad Mašín (ur. 11 lipca 1930, zm. 13 sierpnia 2011; też Radek Mašín, w USA Ray Masin) – czeski bojownik antykomunistyczny, jeden z braci Mašínów, współzałożycieli tzw. oddziału braci Mašínów walczącego z komunistami w Czechosłowacji w okresie powojennym.
28 stycznia 2008 czeski premier Mirek Topolánek odznaczył go prywatnie przyznanym tzw. „Medalem Premiera” (prywatnym odznaczeniem przyznanym przez premiera, niebędącym odznaczeniem państwowym).